# Faiza Rauf
Faiza d'Egitto (in arabo: فايزة بنت الملك فؤاد, coniugata Rauf; Il Cairo, 8 novembre 1923 – Westwood, 6 giugno 1994) è stata una principessa egiziana, sorella di Fārūq I.

## Biografia

### Primi anni
Faiza d'Egitto era figlia del sultano e futuro re dell'Egitto Fuʾād I e della sua seconda moglie la sultana Nazli Sabri discendenti della nobile dinastia di Mehmet Ali. Faiza ed i suoi 4 fratelli Fārūq, Fawzia d'Egitto, Faika d'Egitto e Fathiya avevano tutti il nome iniziante per "F" per volere del loro padre. Vissero l'infanzia e la gioventù, prevalentemente, tra i palazzi di Abdin al Cairo e di Ra's al-Tin ad Alessandria d'Egitto.

### Matrimonio
Nel 1945, la principessa Faiza sposò un cugino turco Mohammad Ali Bulent Rauf, mai ben visto da suo fratello Faruq. I due vissero nel prestigioso quartiere di Zamalek sull'isola di Gezira al Cairo nel palazzo Al-Zohria, i cui giardini sono ubicati di fronte alla Torre del Cairo. Per motivi di tipo politico nel maggio del 1952, re Faruq li fece arrestare. La coppia non ebbe figli. 

### Esilio
Dopo l'abdicazione del fratello, Faiza scelse l'esilio  a vita, non tornò mai a vivere in Egitto. Visse per alcuni anni in Turchia, terra natale del marito. Poi si trasferì con lui, prima in Spagna e poi in Francia che lasciò per gli Stati Uniti nel 1962, dopo il divorzio da Rauf. A Los Angeles si stabilì definitivamente, qui vivevano anche sua madre Nazli Sabri e sua sorella Fathiya.

### Morte
Faiza morì all'età di 70 nel 1994 a Los Angeles.

## Titoli nobiliari
- Sua Altezza Principessa Sultana Faiza d'Egitto (1923-1952)
- Sua Altezza Reale la Principessa Faiza d'Egitto (1923-1952)
- Signora Rauf (1945-1962)
- Signora Faiza Fouad (1962-1994)

## Albero genealogico
|                                                  |   |                        | Genitori                        |  |  | Nonni |  |  | Bisnonni       |  |  | Trisnonni  |  |
|                                                  |   |                        |                                 |  |  |       |  |  | Ibrāhīm Pascià |  |  | Mehmet Ali |  |
|                                                  |   |                        |                                 |  |  |       |  |  | Ibrāhīm Pascià |  |  | Mehmet Ali |  |
|                                                  |   | Amina Nosratli         |                                 |  |  |       |  |  | Ibrāhīm Pascià |  |  |            |  |
| Isma'il Pascià                                   |   |                        |                                 |  |  |       |  |  | Ibrāhīm Pascià |  |  |            |  |
|                                                  |   | Hoshiar Walda          | …                               |  |  |       |  |  |                |  |  |            |  |
|                                                  |   | Hoshiar Walda          | …                               |  |  |       |  |  |                |  |  |            |  |
|                                                  |   | Hoshiar Walda          | …                               |  |  |       |  |  |                |  |  |            |  |
| Fu'ad I d'Egitto                                 |   | Hoshiar Walda          |                                 |  |  |       |  |  |                |  |  |            |  |
|                                                  |   | …                      | …                               |  |  |       |  |  |                |  |  |            |  |
|                                                  |   | …                      | …                               |  |  |       |  |  |                |  |  |            |  |
|                                                  |   | …                      | …                               |  |  |       |  |  |                |  |  |            |  |
| Ferial Hanem                                     |   | …                      |                                 |  |  |       |  |  |                |  |  |            |  |
|                                                  |   | …                      | …                               |  |  |       |  |  |                |  |  |            |  |
|                                                  |   | …                      | …                               |  |  |       |  |  |                |  |  |            |  |
|                                                  |   | …                      | …                               |  |  |       |  |  |                |  |  |            |  |
| Faiza d'Egitto                                   |   | …                      |                                 |  |  |       |  |  |                |  |  |            |  |
|                                                  | … | …                      |                                 |  |  |       |  |  |                |  |  |            |  |
|                                                  | … | …                      |                                 |  |  |       |  |  |                |  |  |            |  |
|                                                  | … | …                      |                                 |  |  |       |  |  |                |  |  |            |  |
| Abdel Rahim Sabri Pascià, Governatore d'Il Cairo | … |                        |                                 |  |  |       |  |  |                |  |  |            |  |
|                                                  |   | …                      | …                               |  |  |       |  |  |                |  |  |            |  |
|                                                  |   | …                      | …                               |  |  |       |  |  |                |  |  |            |  |
|                                                  |   | …                      | …                               |  |  |       |  |  |                |  |  |            |  |
| Nazli Sabri                                      |   | …                      |                                 |  |  |       |  |  |                |  |  |            |  |
|                                                  |   | Muhammad Sharif Pascià | Muhammad Said, Qadi della Mecca |  |  |       |  |  |                |  |  |            |  |
|                                                  |   | Muhammad Sharif Pascià | Muhammad Said, Qadi della Mecca |  |  |       |  |  |                |  |  |            |  |
|                                                  |   | Muhammad Sharif Pascià | …                               |  |  |       |  |  |                |  |  |            |  |
| Tewfika Hanim                                    |   | Muhammad Sharif Pascià |                                 |  |  |       |  |  |                |  |  |            |  |
|                                                  |   | Nazli Hanim            | Sulayman Pascià                 |  |  |       |  |  |                |  |  |            |  |
|                                                  |   | Nazli Hanim            | Sulayman Pascià                 |  |  |       |  |  |                |  |  |            |  |
|                                                  |   | Nazli Hanim            | Mariam Hanim                    |  |  |       |  |  |                |  |  |            |  |
|                                                  |   | Nazli Hanim            |                                 |  |  |       |  |  |                |  |  |            |  |